# بازپرداخت (فیلم)
بازپرداخت (انگلیسی: Cashback) فیلمی کمدی-درام به کارگردانی شان الیس است که در سال ۲۰۰۶ منتشر شد.

## بازیگران
- شان بیگرستف در نقش «بن ویلیس»
- امیلیا فاکس در نقش «شارون»
- شان اونز در نقش «شان هیگینز»
- میشله رایان در نقش «سوزی»
- مارک پیکرینگ در نقش «برایان»
- کیلی هزل در نقش «دختر منجمدشده در زمان» در سوپرمارکت
- جرد هریس در نقش «اَلکس پراود»
- هیلی-مری کوپن در نقش «دانشجوی مستأجر سوئدی»
- استوارت گودوین در نقش «اَلن جنکینز»
- مایکل دیکسن در نقش «بَری بریک‌من»
- مایکل لبمبورن در نقش «مَت استیونز»
- گیل دادلی در نقش «مادر ناتالی»